# Clarence LeBreton
Pour les articles homonymes, voir Lebreton.
Clarence LeBreton est un historien et journaliste canadien.

## Biographie
Clarence LeBreton naît à Caraquet, au Nouveau-Brunswick, le 14 décembre 1950. Ses parents sont Émilie Chenard et Clarence LeBreton. Il étudie à l'Université de Moncton puis à l'Université d'Ottawa, où il obtient un baccalauréat en histoire.
Durant les années 1970, il fait partie de l'équipe dirigeant la création du Village historique acadien, avec Jean-Yves Thériault, Antoine Landry, Jacques Boucher et Vincent Légère.
Clarence LeBreton devient conservateur en chef du Village historique acadien au milieu des années 1970, poste qu'il conserve durant 9 ans. Il travaille ensuite pour le chef du parti libéral du Nouveau-Brunswick Doug Young. En 1982, il devint directeur de l'Aquarium et centre marin du Nouveau-Brunswick et professeur d'histoire au Centre universitaire de Shippagan.
En 1992, après cinq ans de recherches, Clarence LeBreton publie un livre intitulé L'affaire Louis Mailloux, sur les événements ayant mené à des émeutes dans le village de Caraquet en janvier 1875. Le livre connut quelque déboires dû à un problème d'édition et l'ouvrage est retiré du marché.  Les Éditions de la Francophonie rééditent le livre le 26 juillet 2002, sous le titre La révolte acadienne, à l'occasion de la Fête nationale de l'Acadie. Le texte est corrigé et Clarence LeBreton en profite pour ajouter des documents. L'éditeur Denis Sonier affirme à ce sujet « C’est un livre trop important, d’une richesse au niveau de l’histoire, pour être oublié. ». Le livre connut un succès et fut vendu au Nouveau-Brunswick et dans une soixantaine de librairies du Québec, ainsi qu'à Paris.
Il quitte la direction de l'aquarium en 1997 pour devenir sous-ministre adjoint au Ministère des Pêches et de l'Aquaculture du Nouveau-Brunswick, poste qu'il occupe jusqu'en 2007.
Il prend la direction du Village historique acadien en 2007, où il a dirigé les travaux de restauration de la première phase et de construction de la seconde phase.
Clarence LeBreton a été sous-ministre adjoint du Développement du Nord et sous-ministre adjoint du Tourisme et Parcs du Nouveau-Brunswick jusqu'à janvier 2011. Il est toujours président de L'Acadie nouvelle, de son imprimeur, Acadie Presse, ainsi que membre du conseil d'administration du portail CapAcadie.com.
Clarence LeBreton a pris sa retraite du Village Historique Acadien à la fin 2010.
À l'automne de 2011, il fait paraître aux Éditions GID de Québec deux ouvrages portant sur l’histoire de sa région, notamment un sur le 50e anniversaire de la municipalité de Caraquet intitulé Caraquet 1961-2011, un album de famille et un deuxième sur l’histoire des pêcheries de la Péninsule acadienne ayant pour titre La Péninsule acadienne, les pêcheries en image.   
Depuis 2014, il est membre du conseil d'administration du fond de fiducie de UNI Coopération financière. 
Monsieur LeBreton siège sur le Comité consultatif sur les nominations à la magistrature fédérale pour la province du Nouveau-Brunswick.     
Marié à Roslyne Friolet, le couple à deux enfants.     